# Koivusaari (ö i Finland, Lappland, Norra Lappland, lat 67,59, long 26,39)
Koivusaari är en ö i Finland. Den ligger i vattendraget Kitinen och i kommunen Sodankylä i den ekonomiska regionen Norra Lappland och landskapet Lappland, i den norra delen av landet, 800 km norr om huvudstaden Helsingfors. Öns area är 0,4 hektar och dess största längd är 160 meter i nord-sydlig riktning.